# Бланделл-Сендс

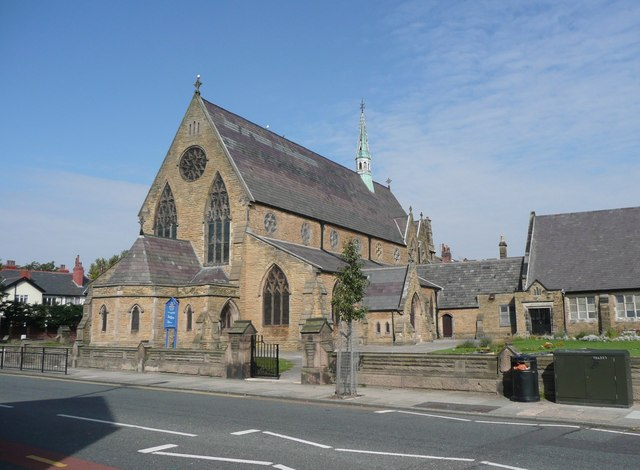
Церква Святого Миколая, Бланделсандс

Бланделл-Сендс або Бланделлсендс (ориг. англ. Blundellsands) — територія в історичному графстві Ланкашир і церемоніальному графстві Мерсісайд, Англія. Є частиною столичного округу Сефтон і виборчого округу ради Сефтона. Згідно з переписом 2001 року кількість населення становила 11 514 осіб. Ця територія не вимірювалася під час перепису 2011 року.

## Опис
Бланделл-Сендс — це територія на північ від міста Ліверпуль і на захід від Кросбі з Хайтауном і Малим Кросбі на півночі, Великим Кросбі і Торнтоном на сході та Брайтон-ле-Сендс і Ватерлоо на півдні. Цей район обслуговують залізничні станції Blundellsand & Crosby і Hall Road. Його берегова лінія, північна частина пляжу Кросбі, включає частини популярної виставки «Інше місце», розробленої скульптором Ентоні Ґормлі. До кількох статуй Ґормлі можна дістатися з автостоянки Burbo Bank. Район, як правило, вважається дуже заможним, де багато місцевих знаменитостей, футболістів, політиків, бізнесменів і загалом багатих людей, які складають переважну більшість жителів і називають це місце своїм домом.

## Освіта
У цьому районі є кілька приватних і державних шкіл.

## Історія
Бланделл-Сендс був названий на честь відомої родини Бланделл з Малого Кросбі, католицьких відступників під час Англійської Реформації, які володіли землею, на якій була побудована територія, починаючи з 1870-х років. Томас Меллард Рід (1832—1909) — архітектор, який заклав маєток Бланделл-Сендс у 1868 році. Він також був інженером-будівельником, геологом і працював у Ліверпульському університеті.

## Спорт
Бланделл-Сендс є домівкою регбі-клубу Waterloo та гольф-клубу West Lancashire.

## Відомі люди
- Джеральд Ґарднер, засновник ґарднеріанської Вікки, деномінації неоязичницької релігії Вікка, народився в Бланделсандсі в 1884 році, хоча прожив там лише кілька років.[2]

Будинок сім'ї телеведучої Енн Робінсон знаходився на St Michael's Rd.